# ジークフリート・パルム
ジークフリート・パルム（Siegfried Palm, 1927年4月3日 - 2005年6月6日）は、ドイツのチェリスト。

## 経歴

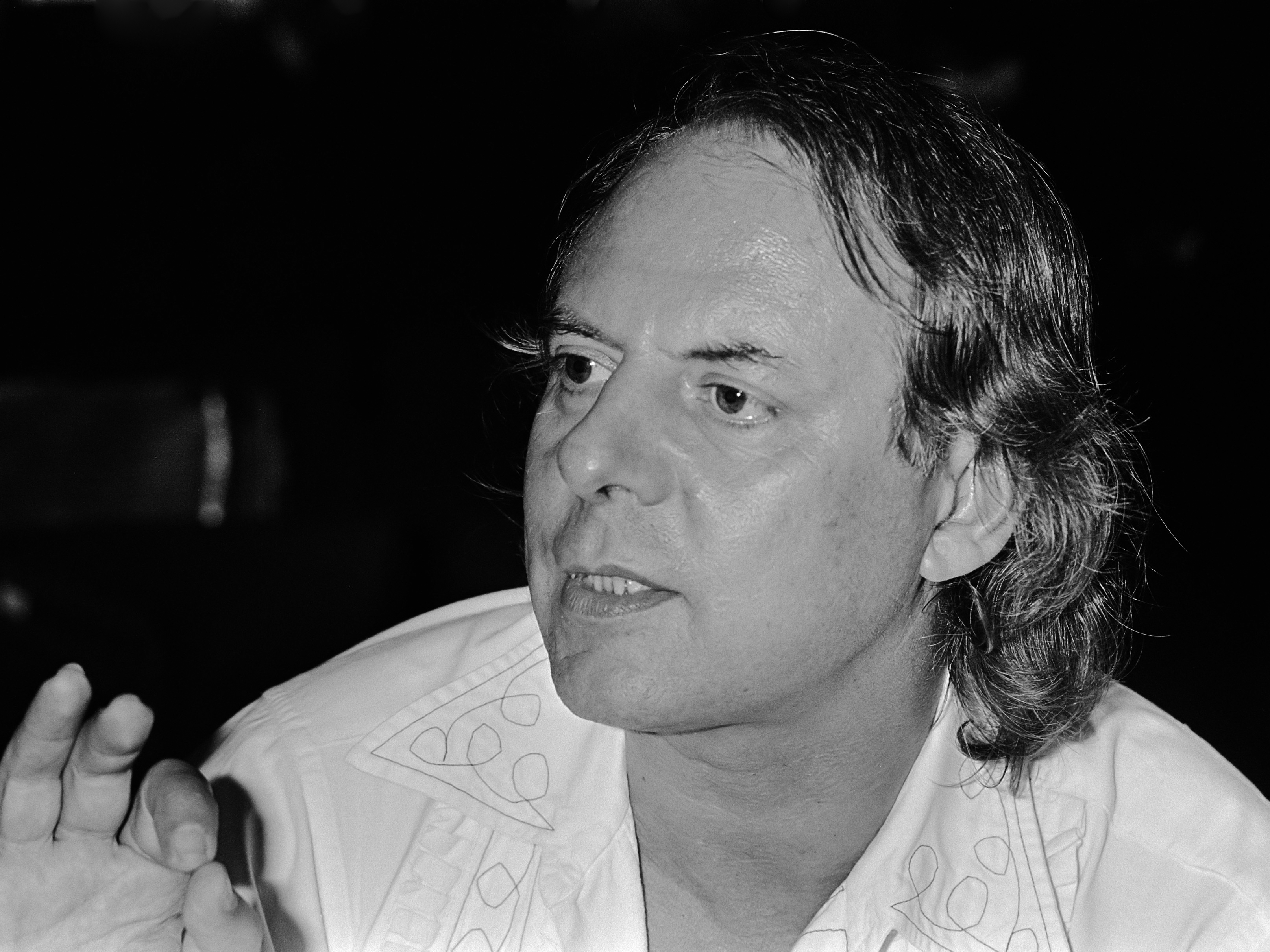
パルムと交流があった作曲家カールハインツ・シュトックハウゼン (1980年)

1927年4月25日、バルメン（現ヴッパータール）に生まれる。当地のオーケストラで首席チェロ奏者を務めた父親から、6歳の頃より手ほどきを受けた。そして14歳のとき、ソリストとしてデビューした。
18歳でリューベック市立管弦楽団の首席チェロ奏者に就任し、その2年後の1947年からは北ドイツ放送交響楽団の首席チェロ奏者を務め、1962年までの15年間在籍した。その間、1951年から1962年にかけて、ベルンハルト・ハマンが主催するハマン弦楽四重奏団のメンバーとして現代音楽を演奏した。また、1950年から1953年にはザルツブルクとルツェルンでエンリコ・マイナルディのマスタークラスを受講している。
1962年には、ケルン放送交響楽団のチェロ奏者およびケルン音楽院の教授に就任し、1972年には学長に任命されて1978年まで務めた。なお、ケルンでは作曲家のカールハインツ・シュトックハウゼンと交流を深めた。
ケルン以外でも教鞭をとっており、ストックホルム王立音楽院の客員教授や、ダルムシュタット現代音楽祭の講師を務めた。さらにはオランダやアメリカでも指導を行なっている。なお、ケルン放送交響楽団は1968年に退団した。
1975年にはベルリン・ドイツ・オペラの総監督として招聘された。1976年からは、オペラ演出も手がけ、ベルリン・ドイツ・オペラでヒンデミットの《カルディヤック》やオッフェンバック作品などのプロダクションを手がけ、1980年ごろまで演出家としての活動に力を入れていた。なお、1977年から当地のベルリン芸術大学の教授を務めた。
1981年ごろから、チェロの演奏活動を再び活発化させ、1982年から1988年まで国際現代音楽協会の理事を務めた。フレッヘンにて没。

## 現代音楽の擁護者として
ダルムシュタット現代音楽祭の講師を務めるなど、パルムは現代音楽を積極的に演奏しており、パルムが師事したエンリコ・マイナルディは「最もむずかしい現代作曲家のチェロの作品を弾くためのテクニックを私から学んだと言っているが、これは、彼自身が新しい可能性を開拓していったもので、そこに彼が到達したことは驚嘆に値する」と述べている。また、1965年からはアロイス・コンタルスキーらと組んで音楽活動を展開するなど、積極的に活動するようになった。
チューリッヒ・トーンハレ管弦楽団でチェロ奏者を務めたユリウス・ベッキは、パルムの協奏曲のレパートリー42曲のうち29曲が現代曲であったと指摘しており、「ジークフリート・パルムは、新しい、前衛的な作品に取り組む勇気、実験的作品に対する悦び、息をのむばかりのテクニックをもって、常に新しい音の世界へ突き進んでいる」と評している。その結果、ボリス・ブラッハー、マウリシオ・カーゲル、ジェルジュ・リゲティ、ミルコ・ケレメン、ヤニス・クセナキス、尹伊桑、ベルント・アロイス・ツィンマーマン、クシシュトフ・ペンデレツキなど、幾人もの作曲家がパルムに曲を捧げた。
ただし、上述のベッキはパルムの言葉として「古典とロマン派のチェロの作品の演奏こそ本来の使命であり、新しいチェロ作品の演奏は道楽である」「チェロの演奏を新しい作品によって習得しうるなどと考える人々は、およそ原点に立ち返り学ばなくてはならない。そうでないすべてのやり方は混乱を招くだけだ。ロンベルクなしにはペンデレツキは存在しない」と記している。

## 表彰歴
数多くのレコード録音により、1969年に「ドイツ・レコード賞」を、1972年に「国際レコード大賞」を受賞した。